# Acnemia
Acnemia is een muggengeslacht uit de familie van de paddenstoelmuggen (Mycetophilidae).

## Soorten
- A. amoena Winnertz, 1863
- A. angusta Zaitzev, 1982
- A. arizonensis Zaitzev, 1982
- A. bifida Zaitzev, 1982
- A. californiensis Zaitzev, 1982
- A. comata Zaitzev, 1982
- A. falcata Zaitzev, 1982
- A. fisherae Zaitzev, 1982
- A. flaveola Coquillett, 1901
- A. johannseni Zaitzev, 1982
- A. longipes Winnertz, 1863
- A. nitidicollis (Meigen, 1818)
- A. psylla Loew, 1869
- A. similis Zaitzev, 1982
- A. trifida Zaitzev, 1982
- A. unica Zaitzev, 1982
- A. varipennis Coquillett, 1904
- A. vockerothi Zaitzev, 1989
- A. vratzatica Bechev, 1985